# حفل توزيع جوائز الأوسكار السابع والتسعون
أقيم حفل توزيع جوائز الأوسكار السابع والتسعون، الذي تقدمه أكاديمية فنون وعلوم الصور المتحركة (AMPAS)، في 2 مارس 2025، في مسرح دولبي في هوليوود لوس أنجلوس. خلال الحفل، قدمت الأكاديمية جوائز الأوسكار في 24 فئة تكريمًا للأفلام التي صدرت في عام 2024. وبث الحفل تلفزيونيًا في الولايات المتحدة بواسطة أيه بي سي وبث مباشر على هولو في الولايات المتحدة ودبي وان وإم بي سي 2 ومنصة شاهد في الشرق الأوسط وشمال أفريقيا، وهو أول حفل توزيع جوائز أكاديمية يتم بثه على منصة ستريم.
قدم الممثل الكوميدي كونان أوبراين الحفل لأول مرة، مع عودة راج كابور وكاتي مولان كمنتجين تنفيذيين.
حصل فيلم إيميليا بيريز على أكبر عدد من الترشيحات، بواقع 13 ترشيحًا، يليه فيلما الوحشي وويكد، بواقع 10 ترشيحات لكل منهما.
فاز فيلم أنورا بخمس جوائز رئيسية، وكان إحداها جائزة أفضل فيلم. يليه فيلم الوحشي بثلاث جوائز. وحصل ويكد وكثيب 2 وإيميليا بيريز على جائزتين لكل منهم. وجذب البث التلفزيوني للحفل 18.1 مليون مشاهد، متراجعًا بنسبة 7% عن العام الماضي.

## التواريخ الرئيسية
| التاريخ       | الحدث                             |
| ------------- | --------------------------------- |
| 29 أبريل 2025 | جائزة التقنية الأكاديمية والعلمية |

## المرشحون
أعلن عن المرشحين لجوائز الأوسكار الـ97 في 23 يناير 2025، في مسرح صمويل جولدوين في بيفرلي هيلز، من قبل الممثلة ريتشل سنوت وبوين يانغ.
ستدرج الأسماء الفائزة أولاً، وسيظهرون بخطٍ عريض.

## الجوائز
حصلت إيميليا بيريز على أكبر عدد من ترشيحات جوائز الأوسكار لفيلم غير ناطق باللغة الإنجليزية بواقع ثلاثة عشر ترشيحًا، متجاوزة بذلك فيلمي النمر الرابض والتنين الخفي (2000) وروما (2018).

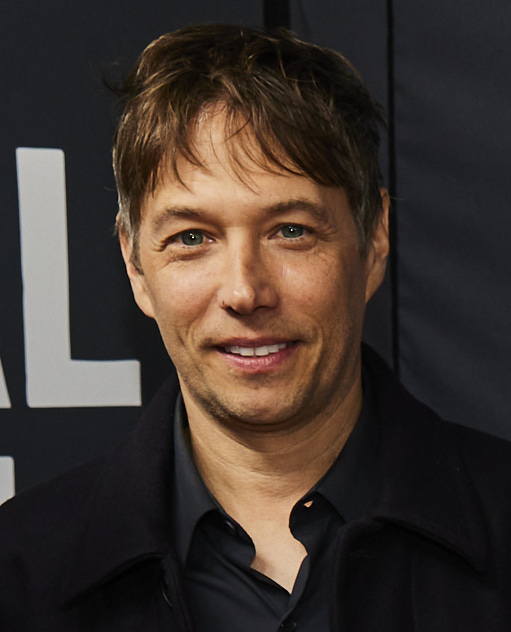
شون بيكر, الفائز بجائزة أفضل فيلم والفائز بجائزة أفضل مخرج وأفضل سيناريو أصلي وأفضل مونتاج فيلم

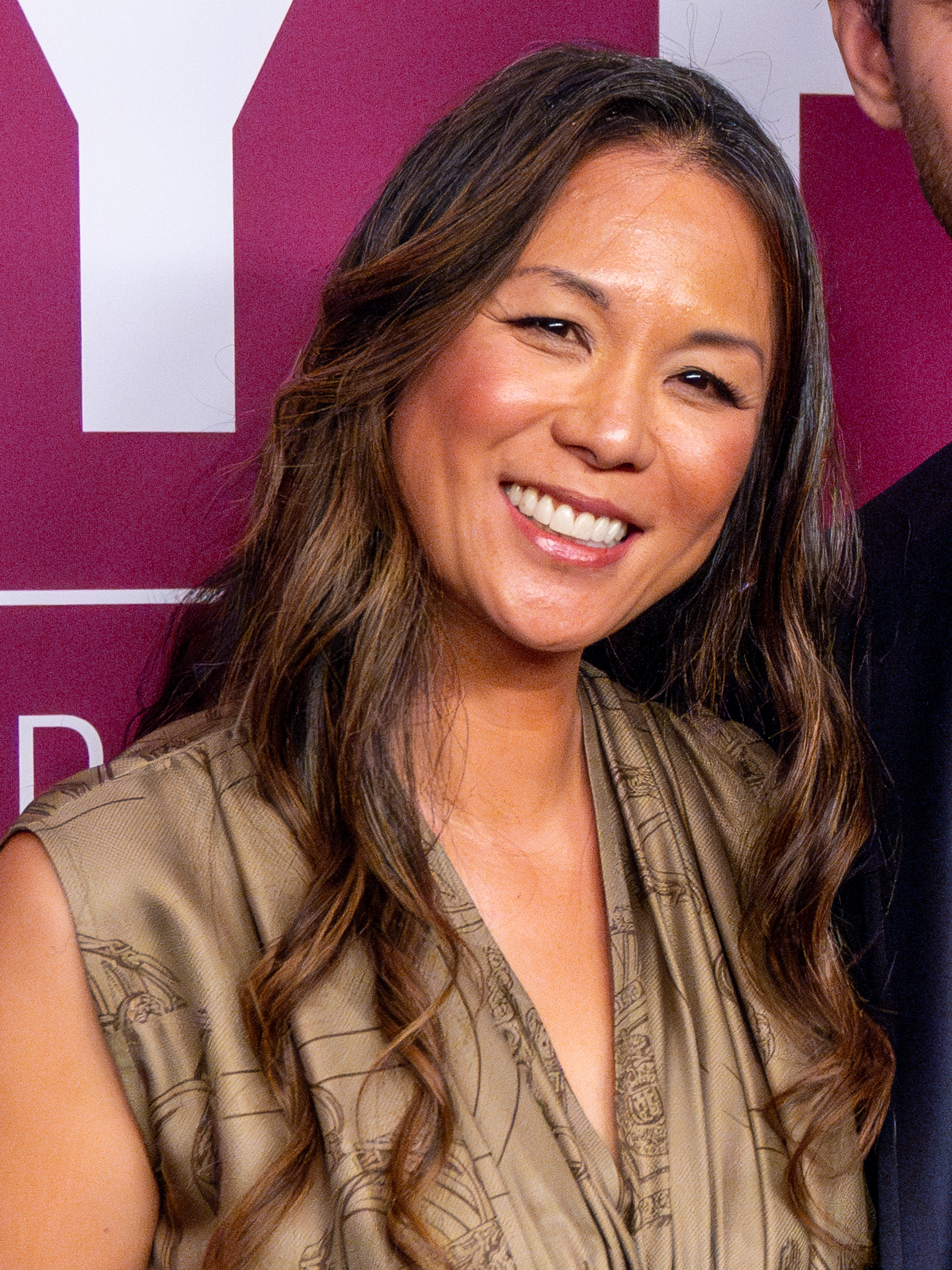
سامانثا كوان, الفائزة مناصفة مع باركر بجائزة أفضل فيلم

أدريان برودي، الفائز بأفضل ممثل

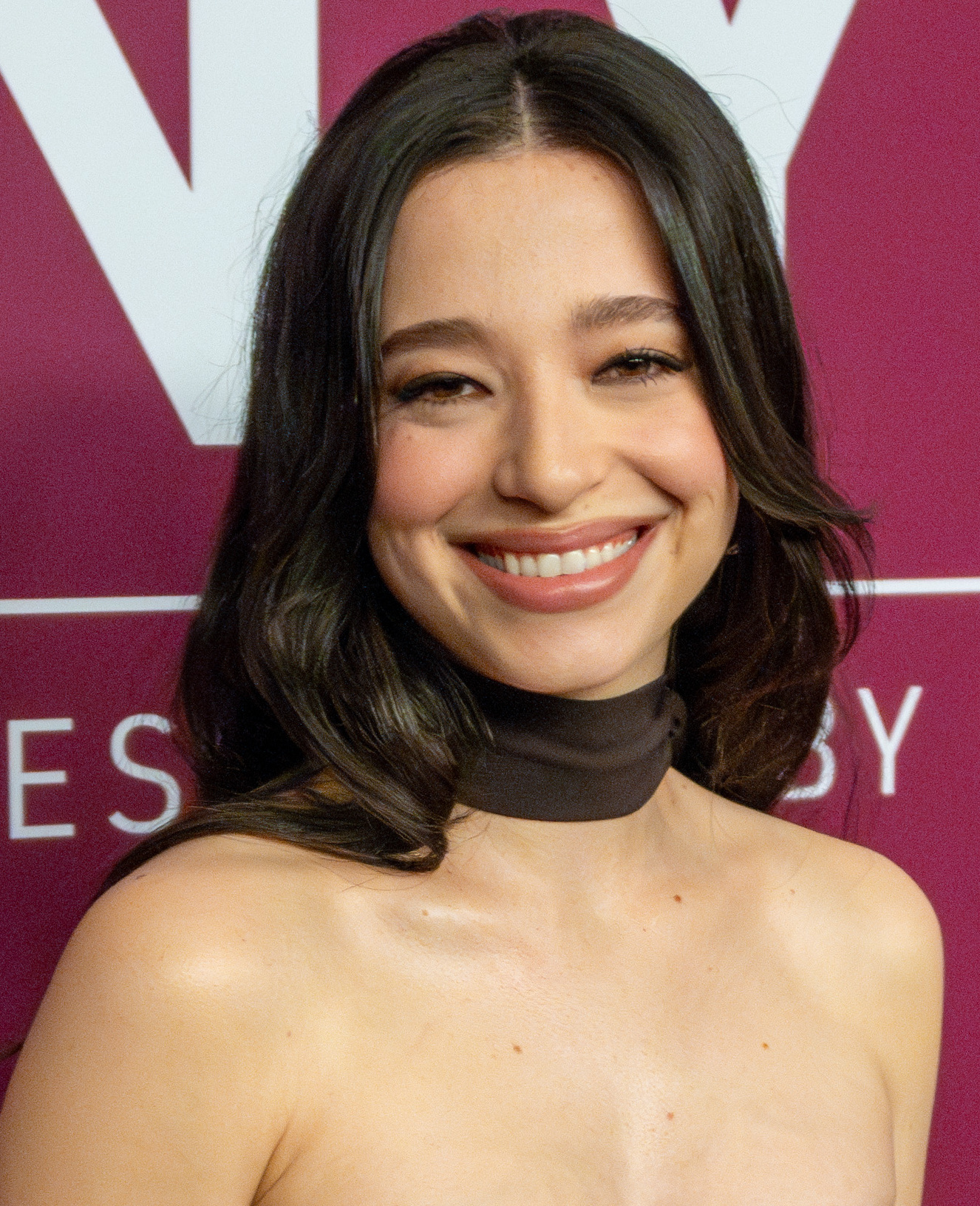
مايكي ماديسون، الفائزة بأفضل ممثلة

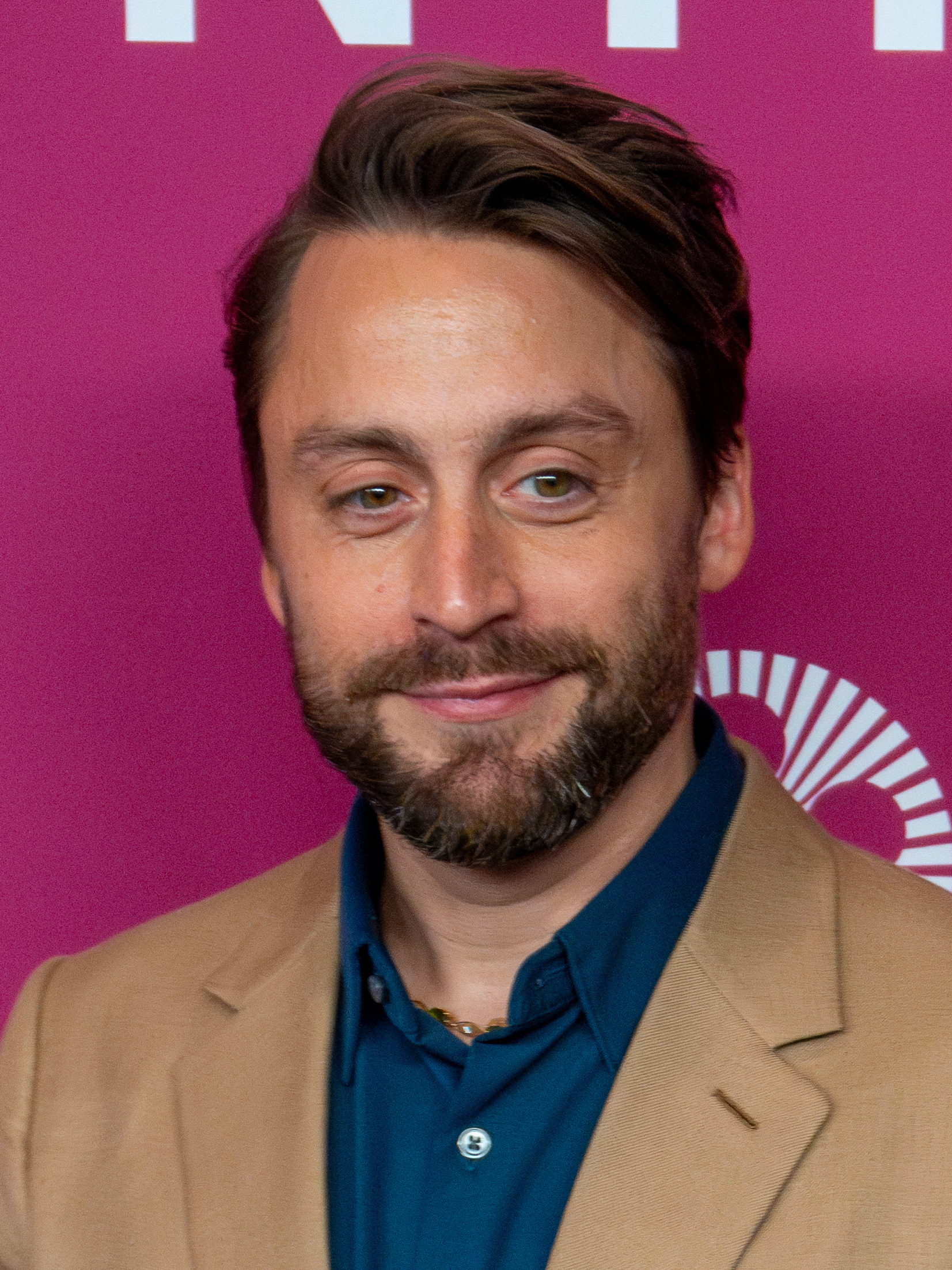
كيران كولكين، الفائز بأفضل ممثل مساعد

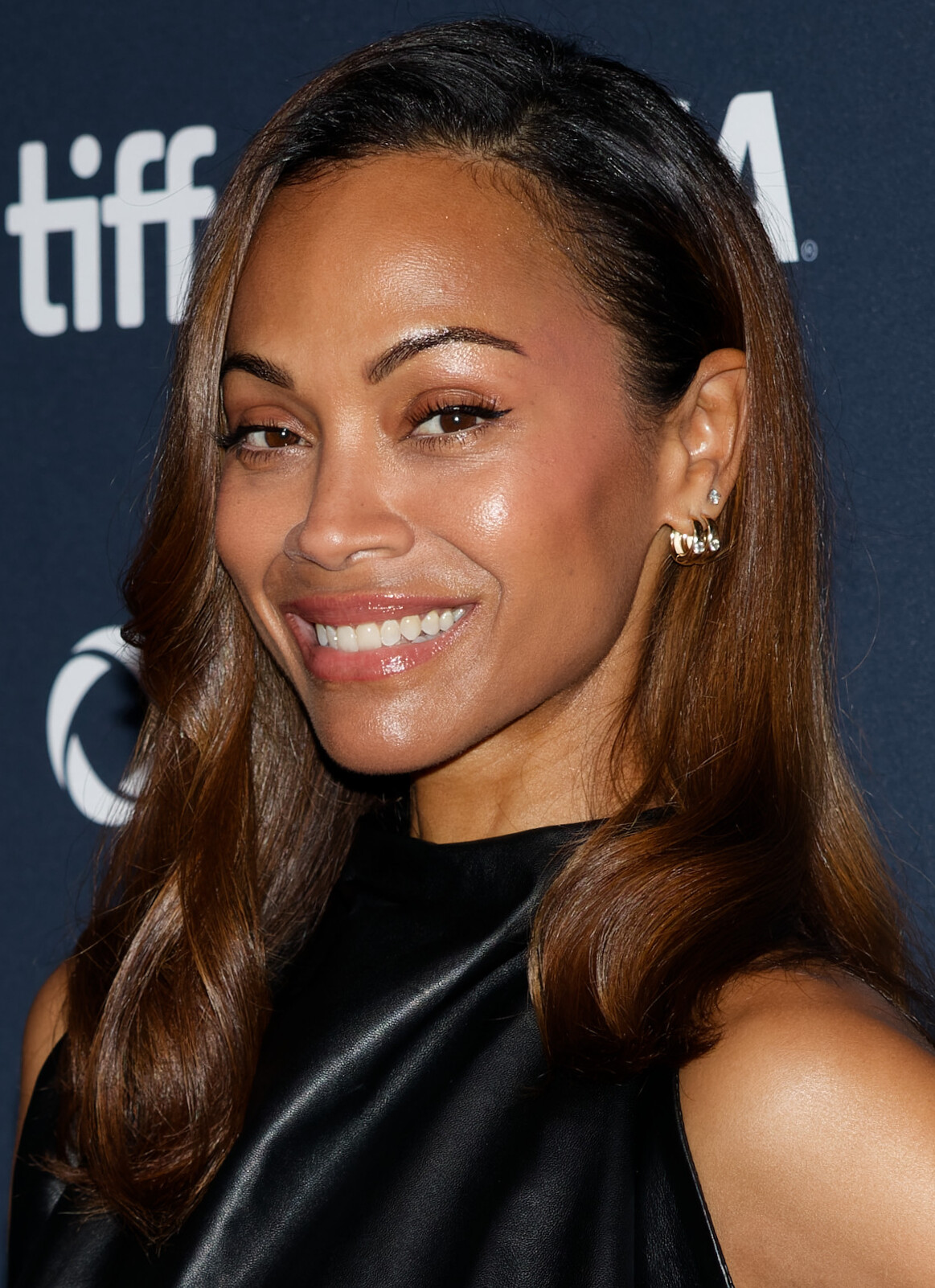
زوي سالدانيا، الفائزة بأفضل ممثلة مساعدة

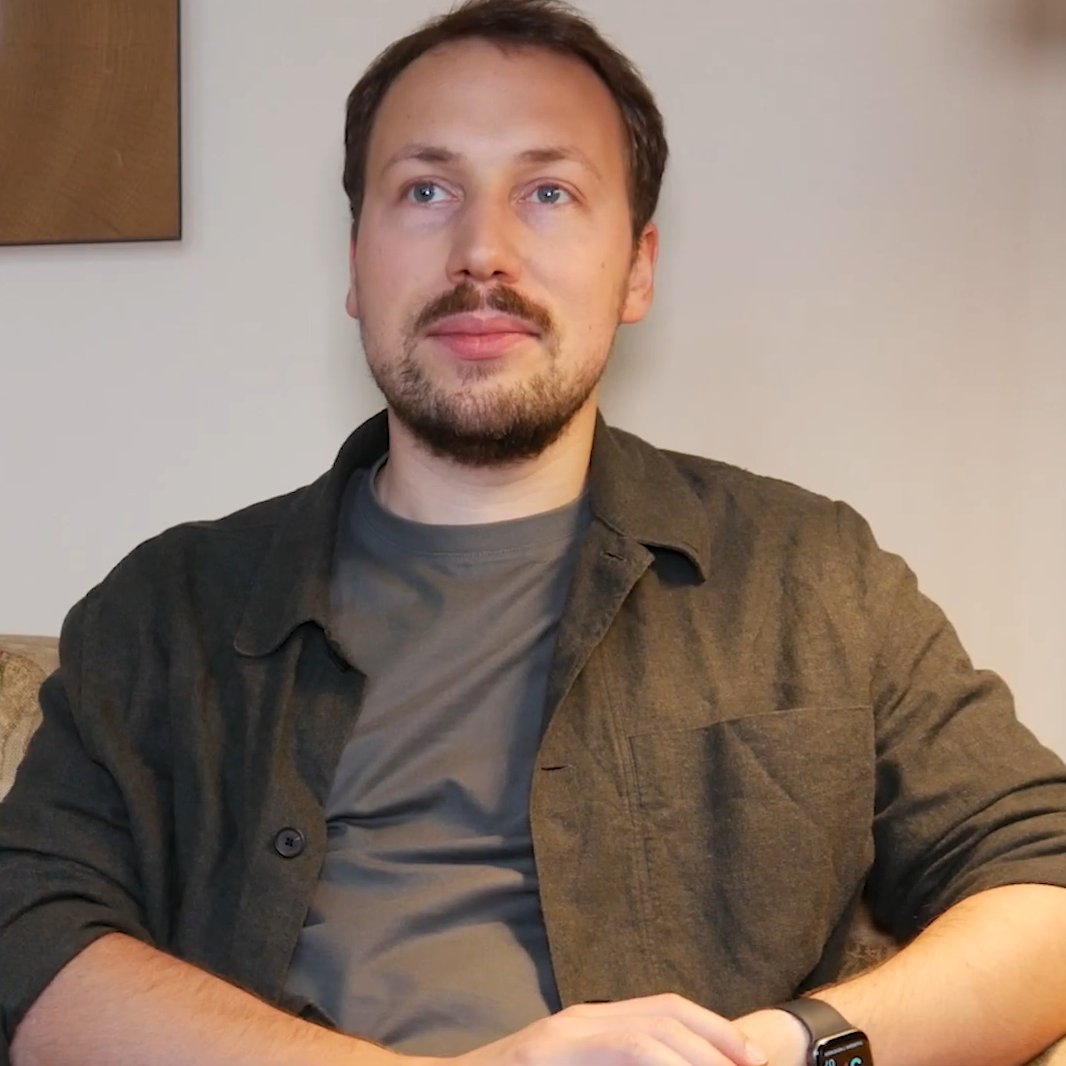
غينتس زيلبالوديس، الفائز المشترك بجائزة أفضل فيلم رسوم متحركة

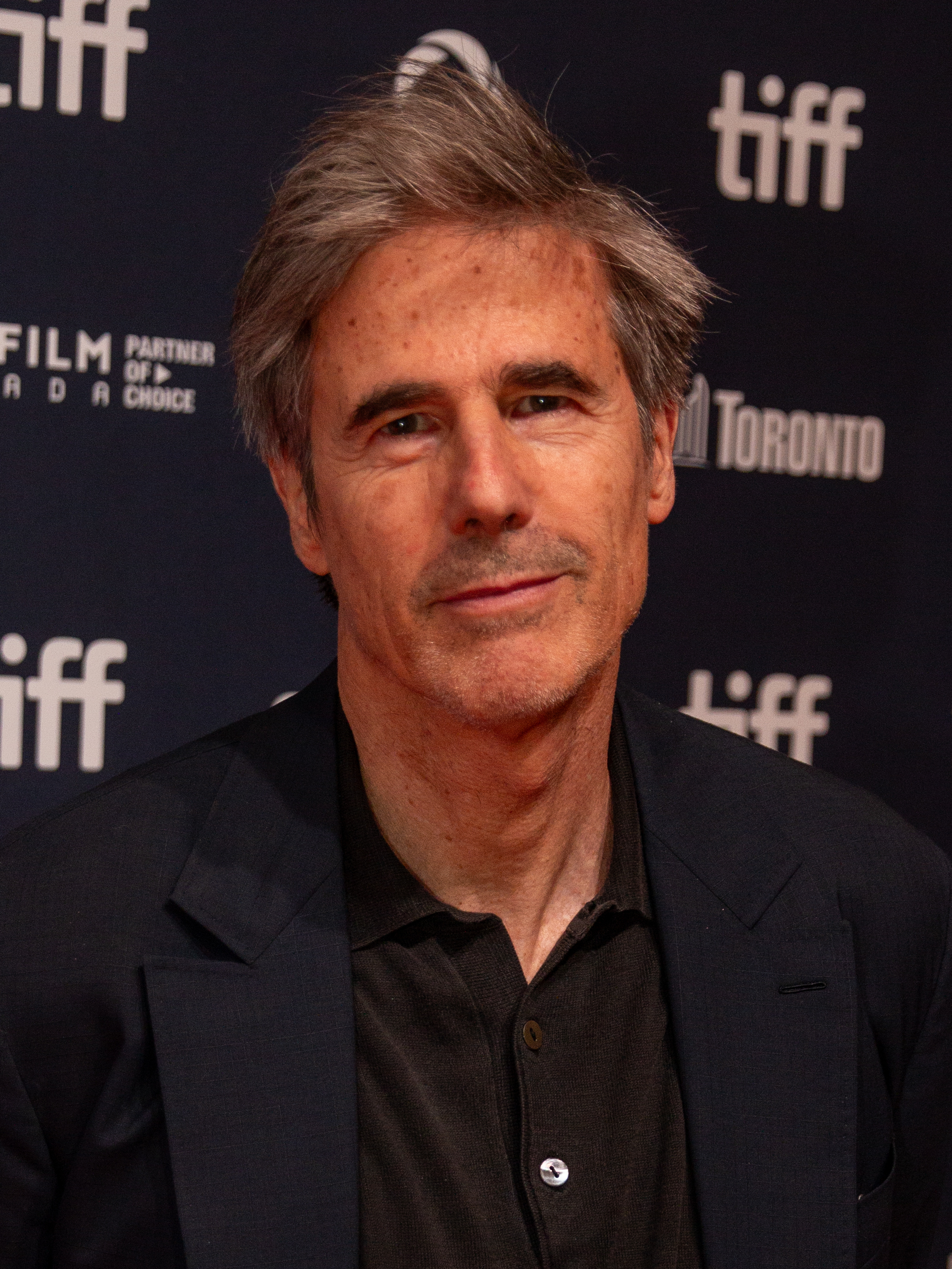
والتر سالس، الفائز بجائزة أفضل فيلم أجنبي

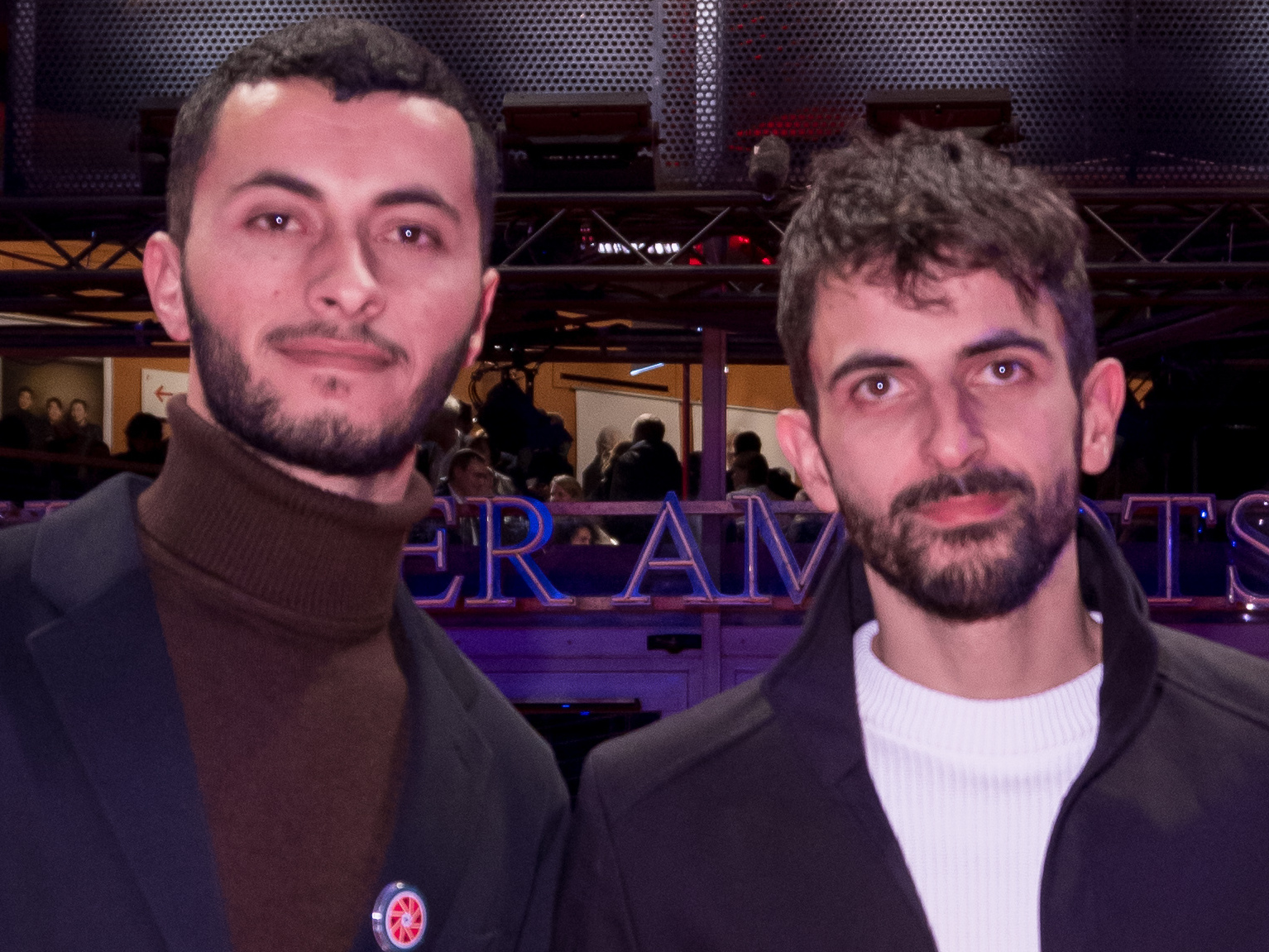
باسل عدرا ويوفال ابراهام، الفائزين بجائزة أفضل فيلم وثائقي طويل

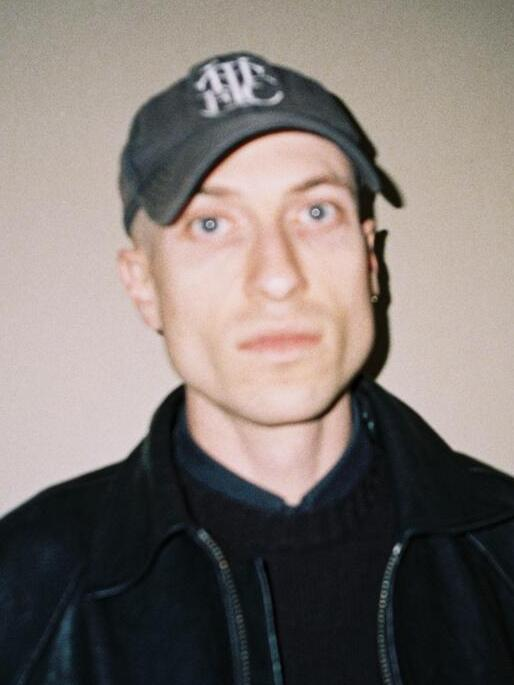
دانيال بلامبيرغ الحائز على جائزة أفضل موسيقى تصويرية أصلية

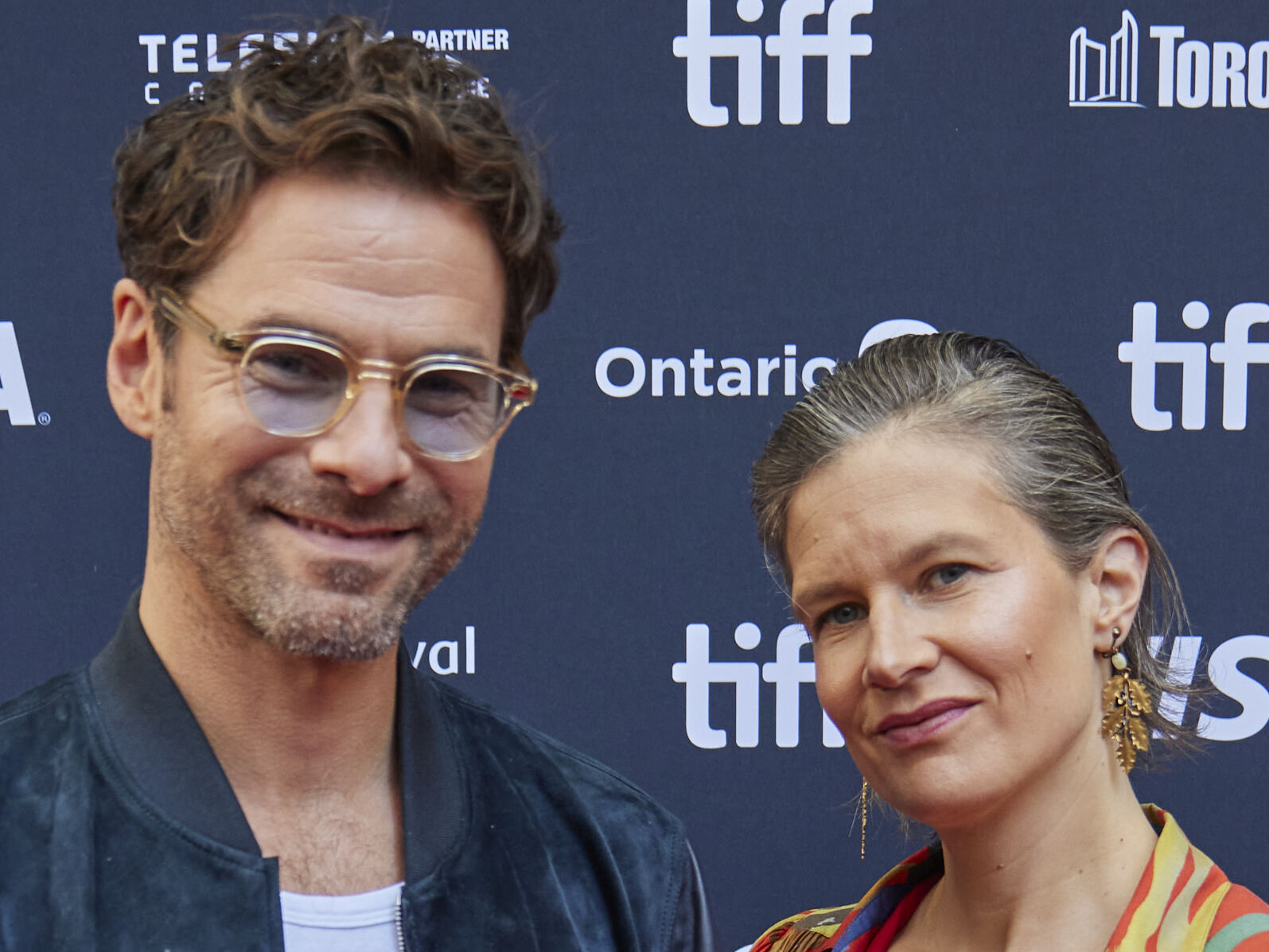
كاميلي وكليمنت دوكول الفائزان بجائزة أفضل أغنية أصلية

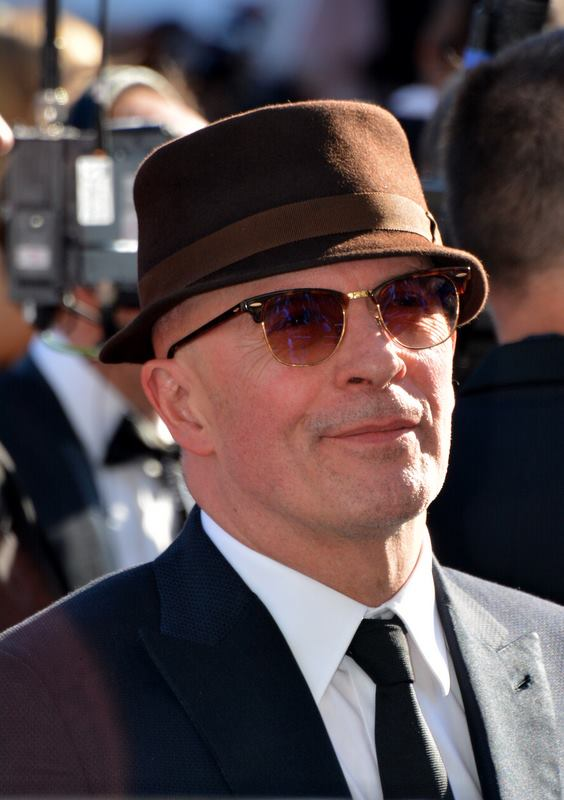
جاك أوديار الفائز بجائزة أفضل أغنية أصلية بالاشتراك.

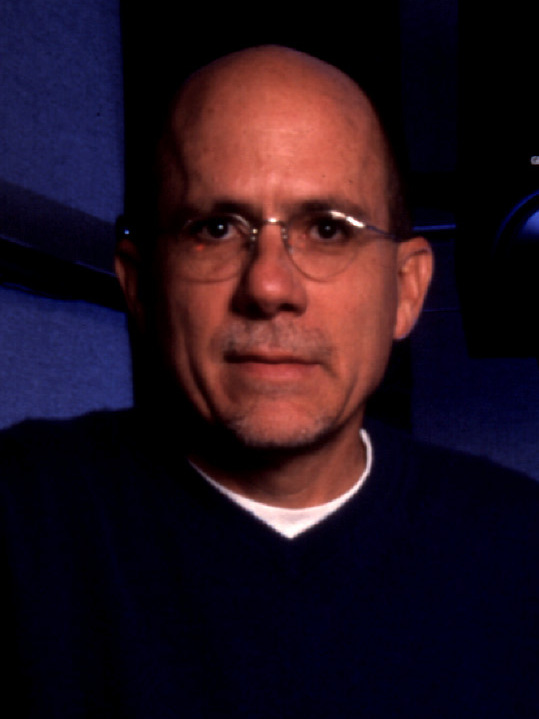
ريتشارد كينج الفائز بجائزة أفضل صوت بالاشتراك.

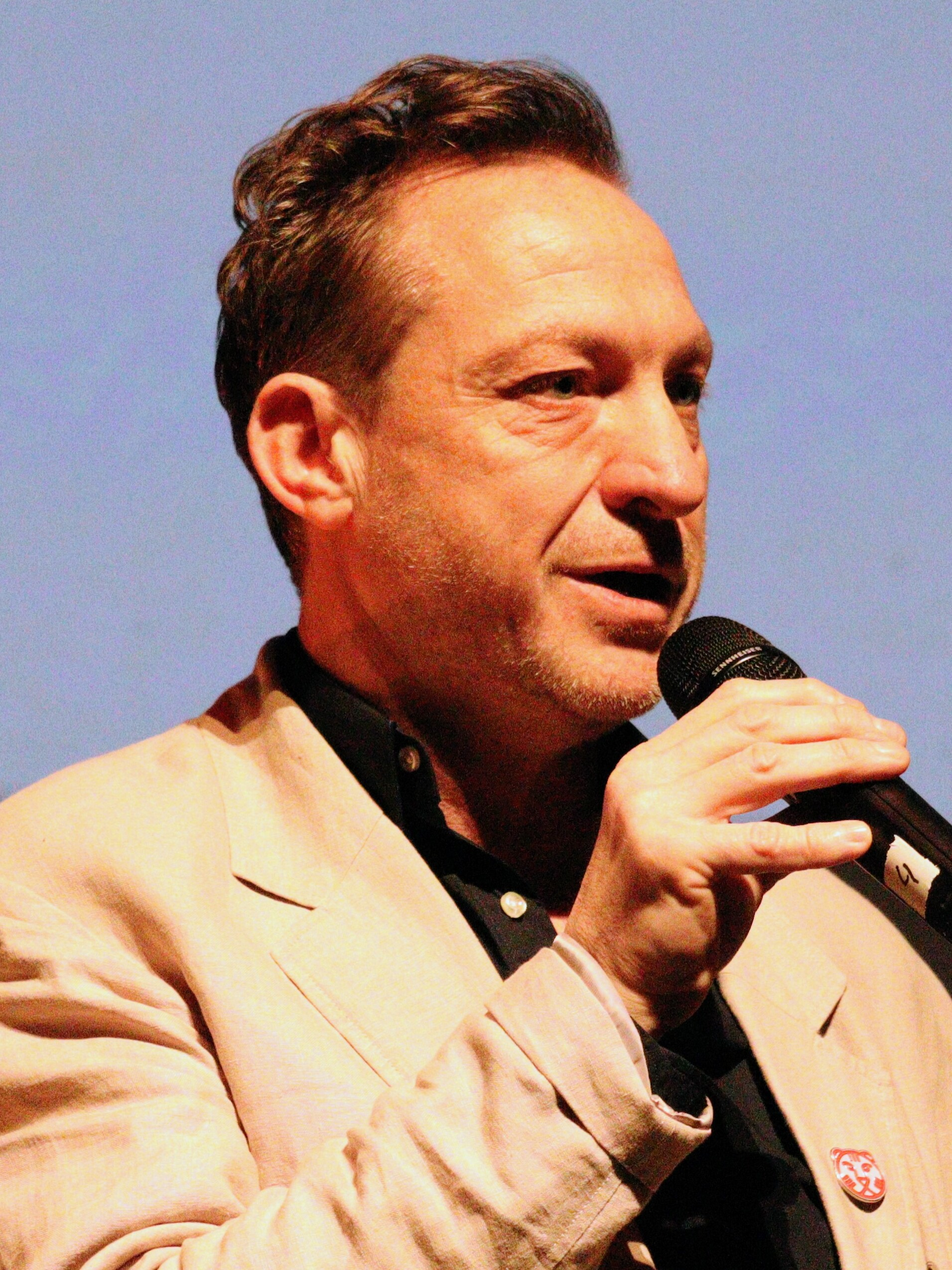
لول كراولي، الفائز بجائزة أفضل تصوير سينمائي.

| أفضل فيلم - أنورا - الوحشي - مجهول تماما - المجمع المغلق - كثيب: الجزء الثاني - إيميليا بيريز - انا لا أزال هنا - أولاد النيكل - المادة - ويكد | أفضل مخرج - شون بيكر (مخرج) – أنورا - برادي كوربيت – الوحشي - جيمس مانغولد – مجهول تماما - جاك أوديار – إيميليا بيريز - كورلي فرجاه – المادة                                              |
| أفضل ممثل - أدريان برودي - تيموثي شالاماي - كولمان دومينغو - رالف فاينس - سيباستيان ستان                                                       | أفضل ممثلة - مايكي ماديسون - سينثيا إيريفو - كارلا صوفيا غاسكون - ديمي مور - فرناندا توريس                                                                                                |
| أفضل ممثل مساعد - كيران كولكين - يورا بوريسوف - إدوارد نورتون - غاي بيرس - جيرمي سترونغ                                                        | أفضل ممثلة مساعدة - زوي سالدانيا - مونيكا باربارو - أريانا غراندي - فيليسيتي جونز - إيسابيلا روسوليني                                                                                     |
| أفضل سيناريو أصلي - أنورا - الوحشي - ألم حقيقي - 5 سبتمبر - المادة                                                                             | أفضل سيناريو مقتبس - المجمع المغلق - مجهول تماما - إيميليا بيريز - أولاد النيكل - غني غني                                                                                                 |
| أفضل فيلم رسوم متحركة - الفيضان - قلبا وقالبا 2 - مذكرات الحلزون - والاس وغروميت: الانتقام المر - الروبوت البري                                | أفضل فيلم بلغة أجنبية - انا لا أزال هنا (البرازيل) - إيميليا بيريز (فرنسا) - الفيضان (لاتيفيا) - الفتاة ذات الإبرة (دنمارك) - بذرة التين المقدس (ألمانيا)                                 |
| أفضل فيلم وثائقي - لا أرض أخرى - مذكرات الصندوق الأسود - حرب بورسلين - موسيقى تصويرية لانقلاب - قصب السكر                                      | أفضل فيلم وثائقي قصير - الفتاة الوحيدة في الأوركسترا - الموت بالأرقام - أنا مستعد، يا حارس - حادثة - آلات قلب نابض                                                                        |
| أفضل فيلم حي قصير - أنا لست روبوتاً - رابط - أنوجا - الحارس الأخير - الرجل الذي لم يستطع أن يظل صامتًا                                           | أفضل فيلم رسوم متحركة قصير - في ظل السرو - رجال جميلون - حلوى سحرية - تجوَّل لتتعجب - ييك!                                                                                                  |
| أفضل موسيقى تصويرية - الوحشي - المجمع المغلق - إيميليا بيريز - ويكد - الروبوت البري                                                            | أفضل أغنية أصلية - "El Mal" من إيميليا بيريز - "The Journey" من الكتيبة 6888 - "Like a Bird" من غني غني - "Mi Camino" من إيميليا بيريز - "Never Too Late" من إلتون جون: لم يفت الأوان بعد |
| أفضل صوت - كثيب: الجزء الثاني - مجهول تماما - إيميليا بيريز - ويكد - الروبوت البري                                                             | أفضل تصميم إنتاج - ويكد - الوحشي - المجمغ المغلق - كثيب: الجزء الثاني - نوسفيراتو |
| أفضل تصوير سينمائي - الوحشي - كثيب: الجزء الثاني - إيميليا بيريز - ماريا - نوسفيراتو                                                           | أفضل مكياج وتصفيف شعر - المادة - A Different Man - إيميليا بيريز - نوسفيراتو (فيلم 2024) - ويكد                                                                                           |
| أفضل تصميم أزياء - مجهول تماما - المجمع المغلق - غلاديايتر II - نوسفيراتو - ويكد                                                               | أفضل مونتاج - ويكد - أنورا - الوحشي - المجمع المغلق - إيميليا بيريز |
| أفضل تأثيرات بصرية - كثيب: الجزء الثاني - فضائي: رومولوس - بيتر مان - مملكة كوكب القردة - ويكد                                                 | |

### جوائز المنظمين
أقامت الأكاديمية حفل توزيع جوائز المنظمين السنوي الخامس عشر في 17 نوفمبر 2024، حيث قُدمت الجوائز التالية:

#### جوائز الأكاديمية الفخرية
- كوينسي جونز – "شخصية بارزة ذات مسيرة موسيقية مرموقة امتدت لسبعة عقود".[6] (بعد وفاته)
- جولييت تايلور – "مديرة اختيار الممثلين، غزيرة الإنتاج، تقف وراء شهرة بعض أشهر الممثلين في تاريخ السينما".[6]

#### جائزة إيرفينج ج. ثالبيرغ التذكارية
- باربرا بروكلي وميخائيل جي. ويلسون –  عن "مساهمتهما في المشهد المسرحي".[6]

#### جائزة جين هيرشولت الإنسانية
- ريتشارد كورتيس – "راوي قصص كوميدي رائع، ويبذل جهوداً خيرية هائلة".[6]

### أفلام حصلت على العديد من الترشيحات والجوائز
| الترشيحات | الفيلم             |
| --------- | ------------------ |
| 13        | إيميليا بيريز      |
| 10        | الوحشي             |
| 10        | ويكد               |
| 8         | مجهول تماما        |
| 8         | المجمع المغلق      |
| 6         | أنورا              |
| 5         | كثيب: الجزء الثاني |
| 5         | المادة             |
| 4         | نوسفيراتو          |
| 3         | انا لا أزال هنا    |
| 3         | Sing Sing          |
| 3         | الروبوت البري      |
| 2         | المتدرب            |
| 2         | فيضان              |
| 2         | أولاد النيكل       |
| 2         | ألم حقيقي          |

| الجوائز | الفيلم             |
| ------- | ------------------ |
| 5       | أنورا              |
| 3       | الوحشي             |
| 2       | كثيب: الجزء الثاني |
| 2       | إيميليا بيريز      |
| 2       | ويكد               |

## مقدمو الجوائز والعروض الفنية
في القائمة التالية أسماء المشاهير اللذين قدموا الجوائز والتكريمات خلال الحفل، مرتبين حسب توقيت الظهور الزمني خلال الحفل:
| الأسماء                                                   | الدور                                                                                  |
| --------------------------------------------------------- | -------------------------------------------------------------------------------------- |
| نيك أوفرمان                                               | عمل كمذيع لحفل توزيع جوائز الأوسكار بنسخته 97                                          |
| روبرت داوني جونيور                                        | قدم جائزة الأوسكار لأفضل ممثل مساعد                                                    |
| أندرو غارفيلد غولدي هاون                                  | قدما جائزة الأوسكار لأفضل فيلم رسوم متحركة وجائزة الأوسكار لأفضل فيلم رسوم متحركة قصير |
| ليلي روز ديب إيل فانينغ جون ليثغو كوني نيلسن بوين يانغ    | قدموا جائزة الأوسكار لأفضل تصميم أزياء                                                 |
| آيمي بولر                                                 | قدمت جائزة أفضل سيناريو أصلي وجائزة أفضل سيناريو مقتبس                                 |
| سكارليت جوهانسون جون سكويب                                | قدما جائزة أفضل مكياج وتصفيف الشعر                                                     |
| هالي بيري                                                 | قدمت جوائز الحكام وجائزة جيمس بوند لباربرا بروكلي ومايكل جي ويلسون                     |
| داريل هانا                                                | قدمت جائزة الأوسكار لأفضل مونتاج                                                       |
| دافين جوي راندولف                                         | قدمت جائزة الأوسكار لأفضل ممثلة مساعدة                                                 |
| بن ستيلر                                                  | قدم جائزة الأوسكار لأفضل تصميم إنتاج                                                   |
| ميك جاغر                                                  | قدم جائزة الأوسكار لأفضل أغنية أصلية                                                   |
| سيلينا غوميز صامويل جاكسون                                | قدما جائزة الأوسكار لأفضل فيلم وثائقي وجائزة الأوسكار لأفضل فيلم وثائقي قصير           |
| مايلي سايرس مايلز تيلر                                    | قدما جائزة الأوسكار لأفضل صوت                                                          |
| غال غادوت راشيل زيغلر                                     | قدما جائزة الأوسكار لأفضل تأثيرات بصرية                                                |
| آنا دي أرماس ستيرلينغ ك. براون                            | قدما جائزة أفضل فيلم حي قصير                                                           |
| مورغان فريمان                                             | قدم تكريمًا لجين هاكمان وفقرته "من الذاكرة"                                             |
| جو ألوين ديف باتيستا ويليم دافو ألبا رورفاكر زوي سالدانيا | قدموا جائزة الأوسكار لأفضل تصوير سينمائي                                               |
| بينيلوبي كروز                                             | قدمت جائزة الأوسكار لأفضل فيلم بلغة أجنبية                                             |
| مارك هاميل                                                | قدم جائزة أفضل موسيقى تصويرية                                                          |
| أوبرا وينفري ووبي غولدبرغ                                 | قدما التكريم الخاص بكوينسي جونز                                                        |
| كيليان مورفي                                              | قدم جائزة أفضل ممثل                                                                    |
| كوينتن تارانتينو                                          | قدم جائزة أفضل مخرج                                                                    |
| إيما ستون                                                 | قدمت جائزة أفضل ممثلة                                                                  |
| بيلي كريستال ميغ رايان                                    | قدما جائزة أفضل فيلم                                                                   |

في القائمة التالية أسماء الفنانيين اللذين قدموا عروض فنية خلال الحفل، مرتبين حسب توقيت الظهور الزمني خلال الحفل:
| الفنانون                                | الدور                         | العمل |
| --------------------------------------- | ----------------------------- | --- |
| مايكل بيردن                             | قائد فرقة موسيقية منتج موسيقي | أوركسترا |
| سينثيا إيريفو أريانا غراندي             | مغنيات                        | مزيج من فيلم ويكد: "فوق قوس قزح" (جراندي) "Home" (إيريفو) "Defying Gravity" (إيريفو وجراندي)                                     |
| كونان أوبراين                           | مؤدي                          | "لن أضيع الوقت" خلال الفقرة الافتتاحية                                                                                           |
| مارغريت كوالي (راقصة) ليسا دوجا كات راي | أداء فني غنائي                | خلال تكريم جيمس بوند لباربرا بروكلي ومايكل جي ويلسون "Live and Let Die" (ليسا) "Diamonds Are Forever" (دوجا كات) "سكايفول" (راي) |
| Los Angeles Master Chorale              | أداء موسيقي                   | "Lacrimosa" من قداس الموت لموزارت خلال فقرة "من الذاكرة"                                                                         |
| كوين لطيفة                              | مغنية                         | "Ease on Down the Road" خلال فقرة تكريم كوينسي جونز                                                                              |